# Nedbrydersamfund
Nedbrydersamfund er i økologisk sammenhæng betegnelsen for samliv mellem populationer af mange arter af nedbrydere. Samfundet er fuldt ud lige så kompliceret som f.eks. et plantesamfund eller et dyresamfund, og det har sin styrke i de talrige nicher der opstår ud fra sammensætningen af førnen, plante- og dyresamfundene over jorden, jordbundstypen, dyrkningsforhold, hyppigheden af forstyrrelser, giftpåvirkninger osv.
Det er påvist igen og igen, at nedbrydernes virksomhed er afgørende for planternes trivsel. Det er også vist, at et rigt og uforstyrret nedbrydersamfund giver de bedste og mest givtige dyrkningsforhold. Hvis man ser humusopbygningen i en jord som et udtryk for nedbrydersamfundets trivsel, er det tankevækkende, at humusprocenten i dansk dyrkningsjord er halveret på ca. hundrede år.